# Henry Plumb, Baron Plumb
Charles Henry Plumb, Baron Plumb (n. 27 martie 1925, Warwickshire, Anglia, Regatul Unit – d. 15 aprilie 2022) a fost un om politic britanic, membru al Parlamentului European în perioadele 1979-1984, 1984-1989, 1989-1994 și 1994-1999 din partea Regatului Unit.